# Nicolau av Kongo
Nicolau av Kongo, död 1758, var kung av Kongo mellan 1752 och 1758.